# Vidovci
Vidovci su naselje u Republici Hrvatskoj u Požeško-slavonskoj županiji, u sastavu grada Požege.
Prema povijesnim izvorima naselje se spominje već u 16.stoljeću pod nazivom "Vidovac", a u radu "Grad Požega kao sjedište Požeškog sandžaka, urbani i privredni razvoj u 16.stoljeću" autorice Fazliete C.Hafizović iz 1994., se navodi pod tim imenom kao naselje u vrijeme turske vladavine ovim prostorom u kojem se nalazila kršćanska crkvena baština.   

## Zemljopis
Vidovci se nalazi istočno od Požege, na južnim padinama Požeške gore na cesti prema Pleternici, susjedno naselje je Dervišaga na istoku.
Vidovci se nalazi u na 45°19'57" sjeverno od ekvatora i 17°42'52" istočno od početnog meridijana.

## Stanovništvo
Prema popisu stanovništva iz 2011. godine Vidovci su imali 1582 stanovnika.
| broj stanovnika | 175   | 172   | 183   | 219   | 274   | 370   | 377   | 404   | 465   | 488   | 901   | 1414  | 1654  | 1774  | 1759  | 1582  | 1264  |
|                 | 1857. | 1869. | 1880. | 1890. | 1900. | 1910. | 1921. | 1931. | 1948. | 1953. | 1961. | 1971. | 1981. | 1991. | 2001. | 2011. | 2021. |

## Župa sv. Ivana Krstitelja
Župa je osnovana 29.kolovoza 1999. godine djelenjem župe sv.Terezije, dakle odcjepljena je od gradske, katedralne župe. Župna crkva je u izgradnji.
24.06. Sv. Ivan Krstitelj kao spomendan javlja se u doba ljetnog solsticija, obrata, što je prigoda za ponovnoveličanje prirode i njezine magične snage. Ljeti je nešto manje radova u vinogradu, ali treba štititi urod od bolesti, nepogoda i životinjskih štetnika. Zbog toga se pale blagoslovljene svijeće u trsju (protiv tuče), škropi metlama i granama (protiv bolesti) i postavljaju se klopci, drvene čegrtaljke na vjetar, te strašila zbog zaplašivanja ptica i drugih napasnika.
Rođenje svetog Ivana Krstitelja - Isusova preteče i događaje u vezi s njime opisuje nam sveti evanđelist Luka u I. glavi svoga evanđelja

## Kapela Snježne Gospe - Vidovci
5. kolovoza - Obljetnica posvete bazilike sv. Marije Velike (Santa Maria Maggiore) u Rimu u narodu je slavljena kao Gospa Snježna ili Gospa od Snijega. Ovaj naziv dolazi iz legende po kojoj je usred ljeta, 5. kolovoza, u Rimu pao snijeg. Po toj legendi koja je nastala u XIII. stoljeću, Bogorodica se ukazala u noći 3. kolovoza 352. tadašnjem papi Liberiju i rimskome patriciju Ivanu naređujući im da joj u čast izgrade crkvu na onome mjestu koje će biti označeno snijegom, koji će padati te noći. Na Eskvilinu, jednom od sedam brežuljaka papa Liberije toga dana osobno obilježi granice u kojima je kasnije podigao veličanstvenu baziliku. Ona je po njemu nazvana i liberijanskom bazilikom.

## Kapela sv.Valentina u Vidovcima
Sveti Valentin bio je svećenik i mučenik, a živio je u 3. stoljeću. Pogubljen je 269. godine odsijecanjem glave u doba kad je Rimskim carstvom vladao car Klaudije.
Kasnije je car Julije I. u 4. stoljeću nad njegovim grobom podigao baziliku, te se od tada taj svetac počeo štovati među kršćanima. U 15. stoljeću je ovaj svetac povezan s blagdanom zaljubljenih, što se održalo do danas.
Spomendan u katoličkoj Crkvi slavi se 14. veljače, kao neobavezan spomendan.

## Povijest
16. stoljeće, prvi pisani tragovi o naselju pod imenom "Vidovac", kao mjesto u kojemu se nalazi kršćanska baština u vrijeme turske vladavine ovim prostorom.
1730. godine Vidovci imaju 106 stanovnika, od kojih je od epidemije kuge umrlo 56 osoba.
Dana 13. lipnja 1991. izvršeno je prvo postrojavanje 63. bataljuna Zbora narodne garde na stadionu NK Dinamo u Vidovcima, tog povijesnog dana je formirana prva profesionalna postrojba.